# 大條道直
大條 道直（おおえだ みちなお）は、江戸時代後期の武士。仙台藩重臣。伊達氏庶流大條氏本家の第15代当主で、亘理郡坂元領主。

## 生涯
大條氏第14代当主・大條道英の嫡男として生まれる。幼名は多門。
文政9年（1826年）に若年寄となり、天保3年（1831年）8月からは奉行職を代行、翌天保3年（1832年）1月には正式に奉行職に就任した。
同年2月、仙台城内にあった茶室を拝領し、仙台城下の川内筋違橋にある自らの屋敷に移築する。この茶室は当初伏見城内に建てられており、初代藩主・伊達政宗が豊臣秀吉より拝領して、のちに仙台へ移築されたものと伝えられている。この茶室は明治21年（1888年）に仙台支倉通に移され、昭和17年（1942年）には坂元城三の丸跡地に移された。昭和20年（1945年）7月10日の仙台大空襲によって、仙台城内に存在していた江戸時代からの建造物はそのほとんどが焼失してしまったが、坂元に移されたこの茶室は幸いにも戦災を免れて現存している。
天保6年12月（西暦では翌1836年）、子のいなかった道直は弟の道冾を養嗣子とし、天保14年（1843年）に道冾に家督を譲り隠居した。
明治11年（1878年）死去。

## 人物・逸話
- 小野寺鳳谷『東藩野乗』には、文政10年11月（西暦では翌1828年1月）に第11代藩主伊達斉義が死去した折に、以下のような話があったと伝えている。斉義が死去した時点で、実子の穣三郎（慶邦）はまだ御目見を済ませておらず、嗣君が未定の状態であったため、仙台藩では斉義の死を秘して次期藩主の選定にあたっていた。この時江戸藩邸に詰めていた道直は、とある幕閣の屋敷に呼び出され（『仙台叢書』の編者鈴木省三は、この幕閣を水野忠成だとしている[4]）、将軍徳川家斉の子を斉義未亡人・芝姫（第10代藩主伊達斉宗の娘）の婿に迎えて仙台藩を継がせるように願い出よと勧められた。これに対して道直は「我が主君は重病だがまだ存命であるし、姫様は年少（13歳）といえども既に現藩主に嫁いだ身であって、養子となる次期藩主から見れば母にあたる。その母を妻にするなどというのは道理に反し、我が藩にはそのような前例も無い。それに藩主は一門の中から選ぶのが決まりであって、他姓の者に継がせることはできない」と答えてこの計画を差し止め、一門登米伊達氏から斉義の従弟・幸五郎（斉邦）を藩主に迎えたという[5]。
- 拝領した茶室は東日本大震災により損壊が進んでいたが、大條氏の末裔である伊達みきおの寄付や呼びかけなどにより一部が修復されることとなった[2][1]。